# کمال توکاک
کمال توکاک (انگلیسی: Kemal Tokak؛ زادهٔ ۲۵ آوریل ۱۹۸۹) بازیکن فوتبال اهل ترکیه است.
از باشگاه‌هایی که در آن بازی کرده‌است می‌توان به باشگاه فوتبال سامسون‌اسپور، باشگاه فوتبال غازی عینتاب‌اسپور، باشگاه ورزشی بولوسپور، و باشگاه فوتبال الازیغ‌اسپور اشاره کرد.
وی همچنین در تیم‌های ملی فوتبال Turkey A2 national football team بازی کرده‌است.